# Stávka v dopravě v Česku v roce 2011

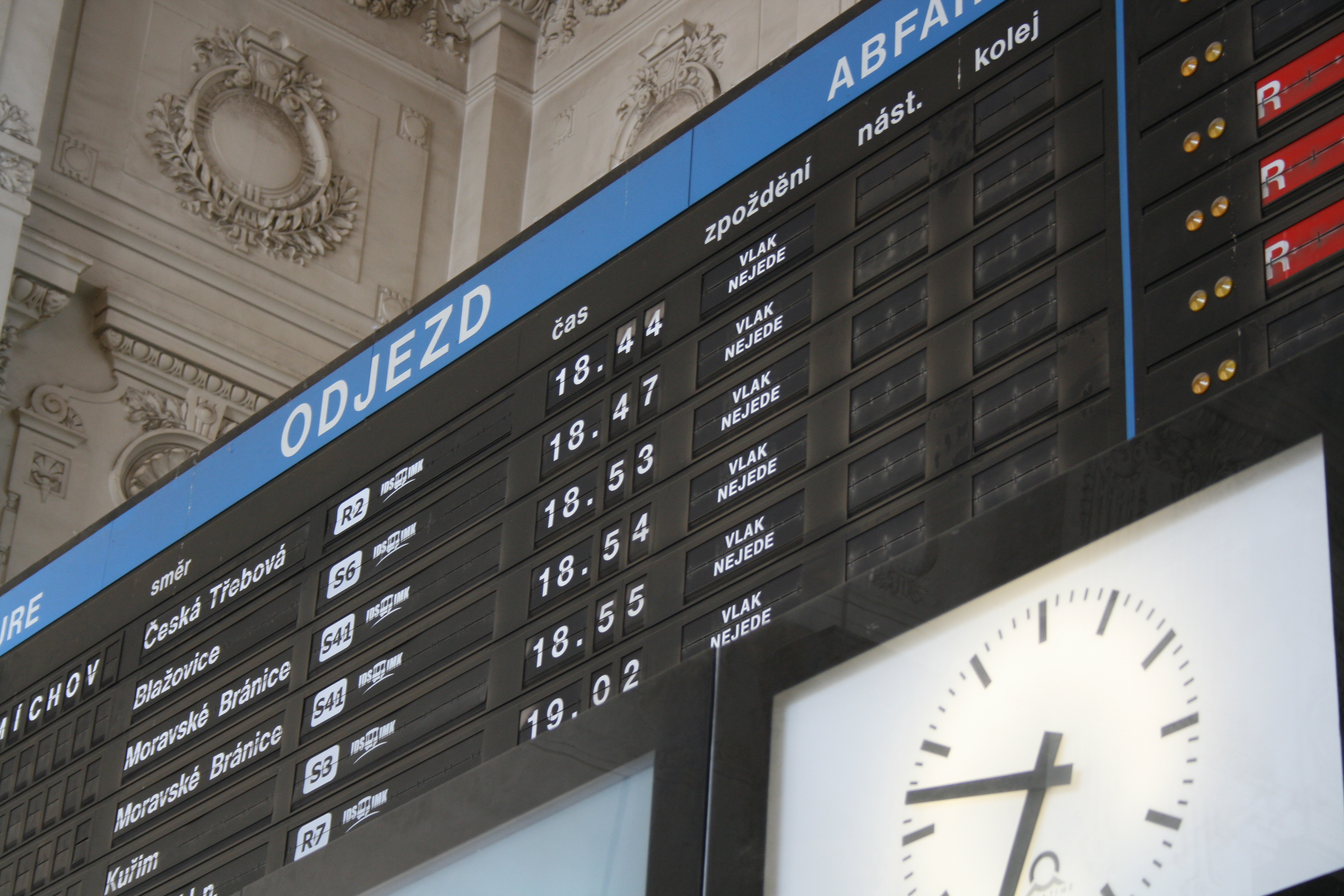
Odjezdová tabule ČD s informací o nejedoucích spojích

Stávka zaměstnanců v dopravě 16. června 2011 byla prozatímním vrcholem protestu českých odborářů proti ekonomickým reformám vlády premiéra Petra Nečase, zejména proti reformě důchodového systému, zdravotnictví a rušení zaměstnaneckých benefitů. Stávka plně postihla osobní i nákladní železniční dopravu, byl zcela zastaven provoz pražského metra a podstatně omezen provoz městské hromadné dopravy v několika českých městech (zejména v Praze, Ústí nad Labem a Brně).
Stávku ostře odsoudil premiér Petr Nečas, ministr financí Miroslav Kalousek, prezident Václav Klaus. Podpořili ji naopak politici levicové opozice. Podle průzkumu SC&C ji podporovala lehce nadpoloviční většina Čechů.
Původně byla stávka vyhlášena na 13. června, a to pouze do 16 hodin, ale předběžným opatřením pražského městského soudu, o které požádal ministr financí, byla v tomto termínu zakázána. Odbory rozhodnutí soudu kritizovaly, ale podřídily se mu a plánovanou stávku vzápětí přeložily a prodloužily na 24 hodin.

## Okolnosti

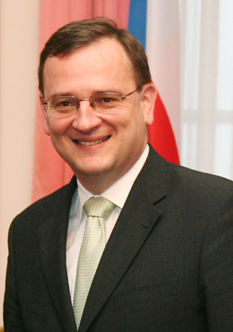
Petr Nečas

Ve volbách v roce 2010 získala koalice ODS, TOP 09 a Věcí veřejných jasnou většinu a vzniklá vláda premiéra Petra Nečase začala chystat ekonomické reformy, které měly snížit schodek veřejných financí, stabilizovat zdravotnictví a důchodový systém. Plán zvýšit věkovou hranici odchodu do důchodu, sjednotit DPH postupně na 17 % a tím zdražit základní životní potřeby, zvýšit regulační poplatky a zavést a redukovat další rozpočtové výdaje, se setkal s kritikou politické opozice i odborů.
Nespokojenost lidí s vládou prohloubily i skandály vládních ministrů, vedoucí k otevřené vládní krizi v dubnu 2011.
Odbory zintenzivňovaly svou kritiku vlády. Tvrdily, že vláda obchází sociální dialog a na jednání tripartity už přichází s hotovými návrhy, aniž by se je snažila prodiskutovat. Vláda to odmítla. Na začátku dubna vyhlásily odbory kampaň Otevřete oči, v souvislosti s tím varovaly, že mohou přistoupit k protestním akcím včetně stávky. Za rozhodující datum označily 21. duben, kdy se uskutečnilo další jednání tripartity.
Na něm ale odbory zopakovaly svou kritiku, konstatovaly, že vláda pro ně již není důvěryhodný partner, a požádaly o přerušení jednání s tím, aby místo řádného plenárního premiér svolal mimořádné jednání předsednictva tripartity. Nakonec jednání zástupci odborů opustili, čímž skončilo. Jejich rozhodnutí ostře kritizoval např. ministr práce Jaromír Drábek, který odborům vytkl, že ač kritizují nedostatek komunikace s vládou, místo příležitosti k jednání schůzi tripartity samy opustily. Mimořádné jednání tripartity se neuskutečnilo.
21. května 2011 se konala v Praze mohutná demonstrace proti reformám. Podle odhadů se jí zúčastnilo 40 tisíc lidí. Odboráři pochodovali ze Žižkova na Václavské náměstí, kde k demonstrantům promluvili například herečka Táňa Fischerová, předseda ČMKOS Jaroslav Zavadil nebo předseda Národní rady osob se zdravotním postižením Václav Krása.

## Svolání

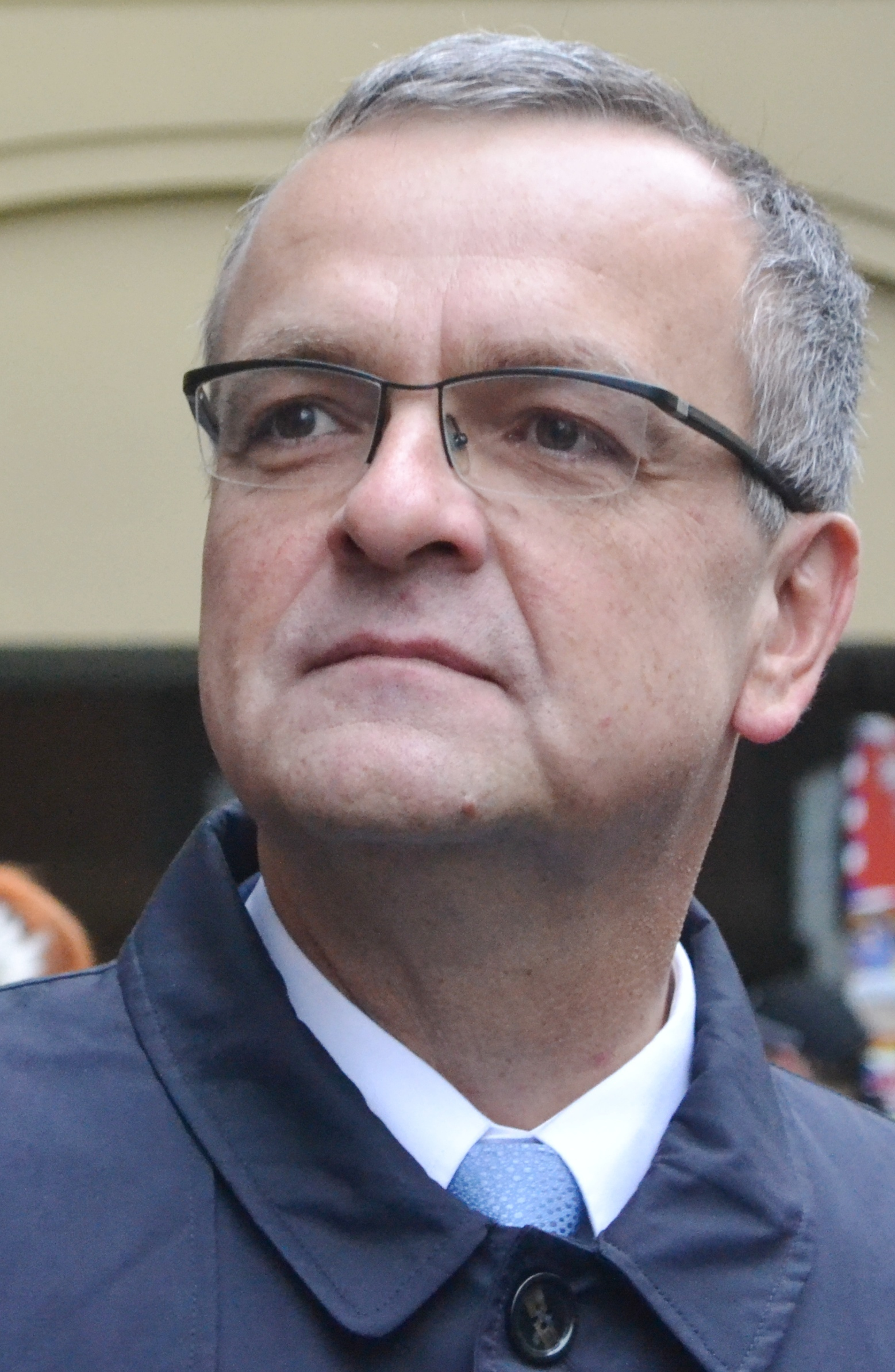
Miroslav Kalousek, ministr financí

9. června se ještě jednou setkal ministr financí Miroslav Kalousek s členy Asociace samostatných odborů. Jednání ale nepřineslo žádný výsledek a odbory vyhlásily, že na řadě je stávka. Premiér Nečas reagoval, že je vláda nadále připravená s odboráři jednat, ale že jim neustoupí a reformy prosadí.
V pátek 10. června dopravácké odbory sdružené v koalici dopravních odborových svazů oznámily vyhlášení stávky na pondělí 13. června. Popsaly i plánovanou podobu stávky. Ta měla zahrnovat zastavení vlakové dopravy na celém území od 9:00 do 16:00, zastavit se v devět hodin ráno měla i městská doprava v Praze, Brně a Zlíně. K vyhlášení stávky vydala koalice dopravních odborových svazů prohlášení, ve kterém konstatovala, že „vyčerpala všechny možnosti vyjednávání a (stávku vyhlašuje) na protest proti nespravedlivým, zákeřným reformám poškozujícím většinu občanů ČR“. Součástí stávky měla být také blokáda silnic, které se měli zúčastnit horníci z Mostecka.
Petr Nečas na vyhlášení reagoval: „Respektuji právo na vyjádření názoru. Vláda ale nepodlehne nátlaku, který si občany ČR bere jako živý štít a rukojmí. Odstoupení od reforem nepřipadá v úvahu. Jsme připraveni jednat o změnách parametrů reforem. Odbory nepřišly s racionálními argumenty k reformám, jen s totální negací.“ Prezident Václav Klaus označil stávku za politické vydírání, ministr financí Miroslav Kalousek řekl: „Odbory nestojí o skutečný sociální dialog. Chtějí demonstrovat sílu,“ a upozornil na „personální unii“ mezi odbory a ČSSD.
Ještě v pátek požádal ministr financí Kalousek o předběžné opatření, které by stávku zakázalo. Městský soud v Praze mu ještě týž den vyhověl. Rozhodnutí bylo doručeno během pátku na ministerstvo, odbory ho převzaly od justiční stráže přímo v úřadu vlády, kam je v sobotu pozval k jednání premiér Nečas. Odbory způsob předání odsoudily a z jednání odešly. Soud svůj verdikt zdůvodnil tím, že stávka byla vyhlášena v rozporu s dobrými mravy, protože mezi vyhlášením a termínem stávky nebyl ani jeden pracovní den. Odkázal se přitom na ustanovení Zákona o kolektivním vyjednávání, které pro stávku o kolektivním vyjednávání žádá lhůtu tří pracovních dní mezi vyhlášením a zahájením.
Rozhodnutí soudu označil předseda ČSSD Bohuslav Sobotka za nezákonné, protože se odkazovalo na zákon o kolektivním vyjednávání, zatímco stávku odbory pořádají podle ústavy. Odbory se rozhodly opatření podřídit, ale chtějí se proti němu odvolat, protože s ním nesouhlasí. Za chybné označil rozhodnutí soudu i děkan Právnické fakulty UK (PF UK) a odborník na ústavní právo Aleš Gerloch a také vedoucí katedry ústavního práva PF UK Václav Pavlíček. Za správný označil postup soudu jak ministr spravedlnosti Jiří Pospíšil, tak i poslanec za TOP 09 a právník Stanislav Polčák. Podobně se vyslovil například také advokát Jiří Černý.
Odbory tedy nakonec od záměru stávkovat 13. června ustoupily a v neděli oznámily přeložení stávky na čtvrtek 16. června. Upozornily zároveň, že protest bude o to tvrdší. Stávka se má konat celých 24 hodin od půlnoci do půlnoci.
Petr Nečas svolal dva dny před stávkou, v úterý 14. června mimořádné jednání Rady hospodářské a sociální dohody (RHSD, české tripartity) na středu 15. června. Odbory ale účast zprvu v tomto termínu odmítly z důvodu formálního pochybení při svolání (podle jednacího řádu musí být tripartita svolána se souhlasem všech tří stran) a kvůli pobytu předáka ČMKOS Zavadila v zahraničí. Nakonec se ale bez velkých očekávání rozhodly zúčastnit, protože nepředpokládaly, že premiér může přijít na poslední chvíli s takovými zárukami, aby vyřešil jejich požadavky; problémem bylo také to, že mezi zástupci odborů v RHSD není ani jeden z představitelů svazů, které se rozhodly stávkovat. Zástupci vlády i zaměstnavatelů na jednání apelovali na to, aby odbory stávku ještě jednou zvážily a odvolaly. Nečas slíbil, že poslanci odloží hlasování o zdravotnické reformě, aby ji ještě mohla probrat pondělní tripartita. Odborářům ale takové ujištění jako ústupek nestačilo.

## Dopady stávky a opatření proti nim

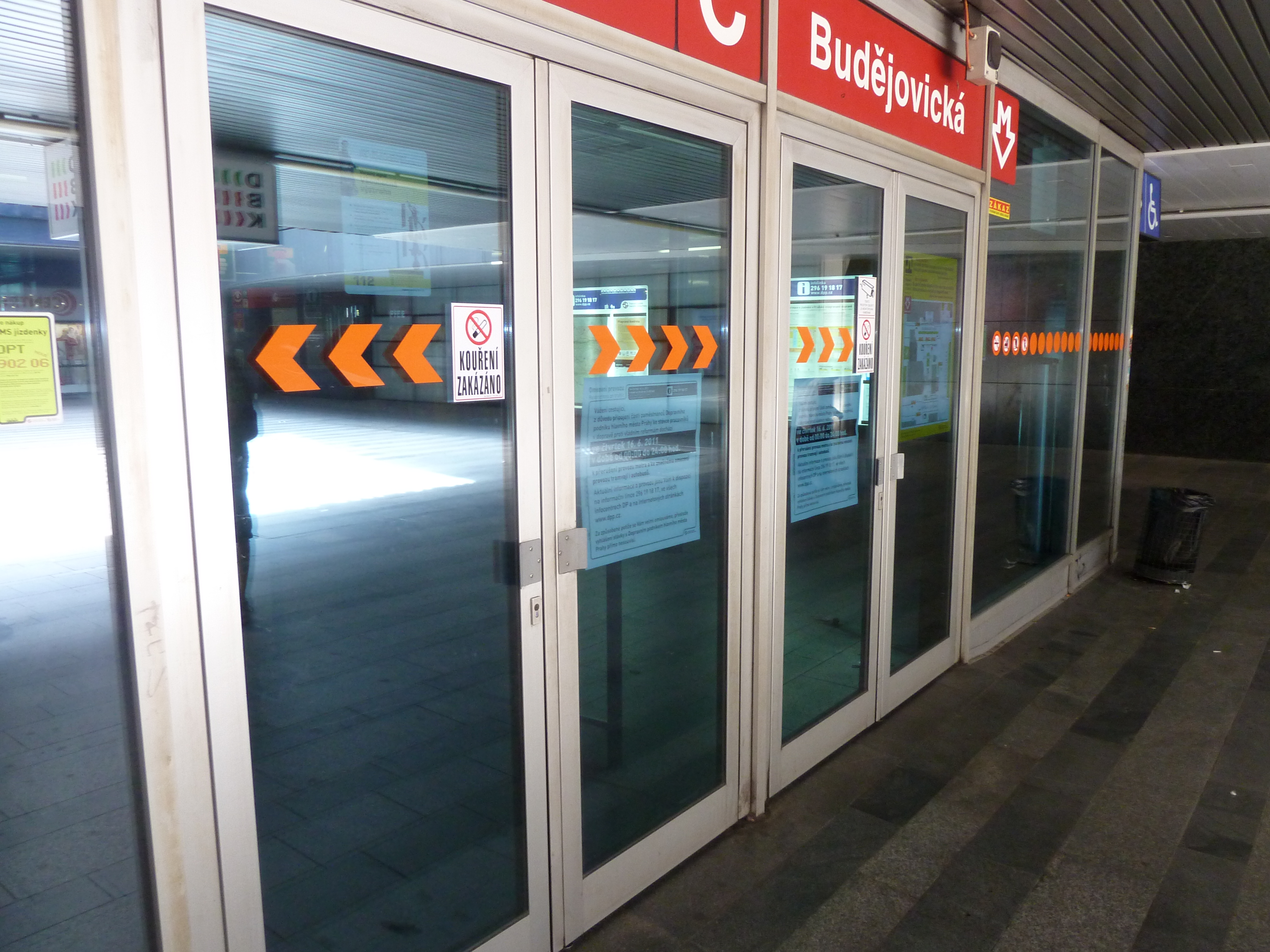
Uzavřená stanice pražského metra Budějovická

Na svém mimořádném jednání 11. června vláda uložila v souvislosti se stávkou „ministru dopravy přijmout veškerá opatření nezbytná k zajištění železniční a silniční dopravy, a ministru vnitra přijmout veškerá opatření, která zajistí veřejný pořádek, ochranu života a zdraví občanů a ochranu veřejného a soukromého majetku“. Na stávku se začaly připravovat i krizové štáby měst a krajů. Když byla stávka přeložena z 13. na 16. června, konstatoval primátor Prahy Bohuslav Svoboda, že se integrovaný záchranný systém bude moci lépe připravit, naopak primátor Brna Roman Onderka se obával, že změna přinese větší zátěž, protože i odbory dostanou více času na přípravu svých protestů.
Některé školy se chystají vyhlásit ředitelské volno, některé vysoké školy musely zrušit termín přijímacího řízení. Pražská zdravotnická záchranná služba posílí jak pozemní, tak letecké posádky. Prezident Klaus se kvůli stávce rozhodl zrušit oslavu svých 70. narozenin, naopak někteří čelní železniční odboráři potvrdili ve stejném termínu účast na golfovém turnaji se svými kolegy ze zahraničí, které si už před rokem pozvali do Poděbrad.
Pro posílení dopravy v náhradě za zrušené vlakové spoje vláda rozhodla o nasazení 150 autobusů ministerstva obrany, což je ale jen zlomek kapacity potřebné k nahrazení výpadku v železniční dopravě. Opoziční ČSSD tento záměr ostře zkritizovala jako porušení Zákona o ozbrojených silách a zatahování armády do sporu mezi vládou a odbory.

## Průběh

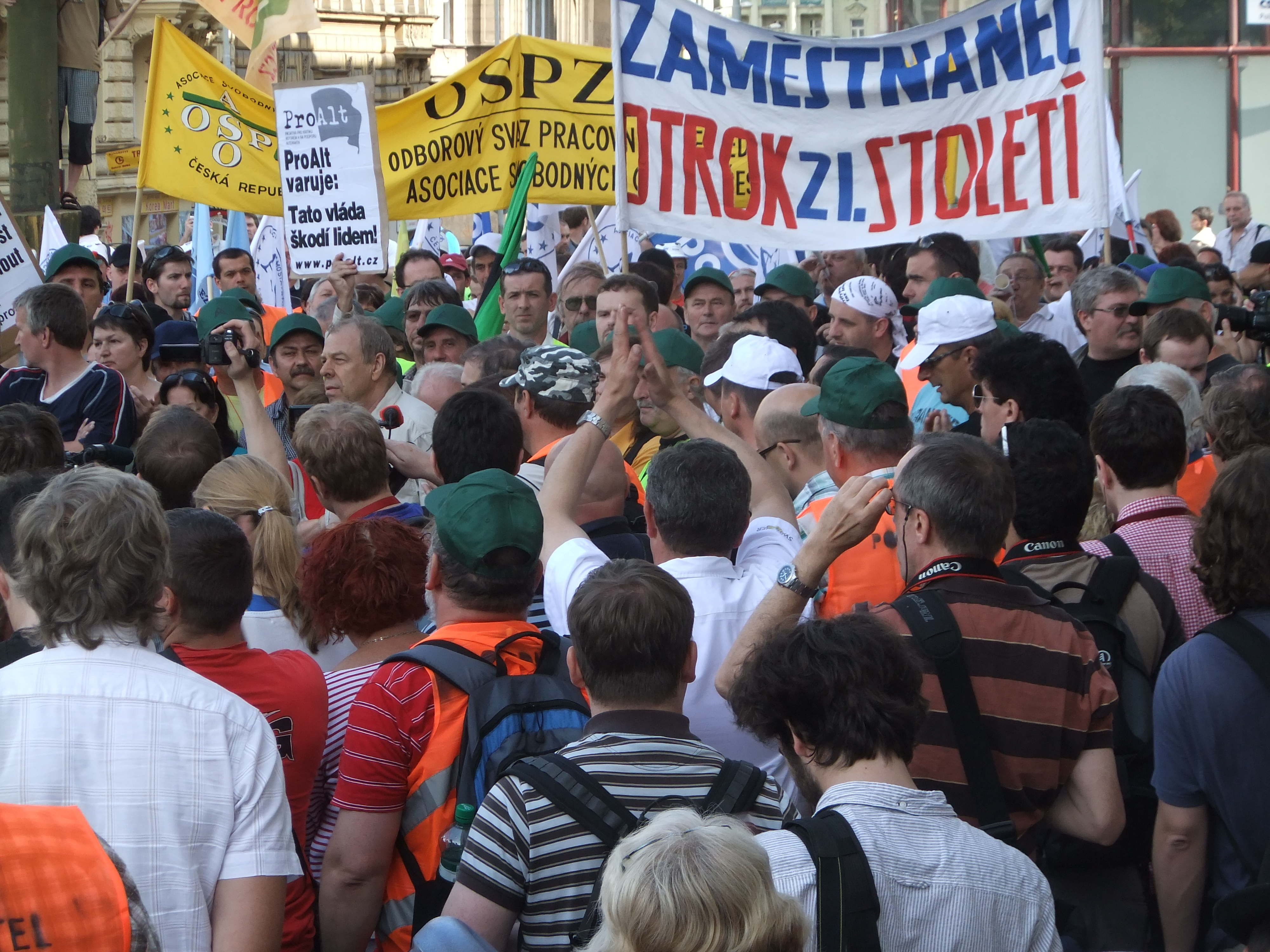
Projevy odborářů před ministerstvem zdravotnictví

Předseda Asociace samostatných odborů prohlásil, že se stávky zúčastní 120 tisíc lidí a že bude největším protestem svého druhu v české historii. Historické poměření bylo médii zpochybněno.
Představitelé města Prahy a pražského dopravního podniku do poslední chvíle prohlašovali, že se pokusí zajistit alespoň částečný provoz pražského metra. Odboroví vyjednavači požadovali, aby dopravní podnik v době stávky vůbec nepustil cestující do stanic; vedení DPP naopak hodlal zajistit aspoň víkendový provoz. Metro nakonec zůstalo zcela bez provozu, což organizátoři stávky považovali za svůj velký úspěch.
Stávkovali železničáři na celém území a pracovníci městských dopravních podniků v Praze, Brně, Ústí nad Labem a Olomouci a městské dopravy ČSAD Havířov v Havířově. Zaměstnanci některých dalších podniků se připojili symbolicky. Pracovníci ostravského dopravního podniku se nepřipojili, protože teprve několik dní předtím ukončili svou vlastní stávku za vyšší platy. Ve městech postižených stávkou zajistily dopravní podniky pomocí nestávkující části řidičů, ze značné míry rekrutovaných z řad pracovníků managementu, dopravní kontroly atd., alespoň minimální provoz na vybraných nejdůležitějších linkách. České dráhy zajistily v některých relacích náhradní autobusovou dopravu, avšak ta, zejména kvůli nedostatečnému toku informací, zůstala prakticky nevyužita. V Praze zůstala zachována doprava na autobusových linkách provozovaných jinými dopravci než Dopravním podnikem hl. m. Prahy a. s., z nichž se ke stávce žádný nepřipojil. Některým příměstským linkám byly upraveny trasy a zastávky tak, aby lépe obsloužily území města.
Místo původně oznamované blokády hlavních tahů, které se měli zúčastnit i horníci z Mostecka, avizovali odboráři tzv. „blokády papalášů“, tedy zejména blokády úřadů. O jejich uskutečnění však po stávce média neinformovala. Proběhla i ohlášená demonstrace před budovou ministerstvem zdravotnictví na Palackého náměstí v Praze.

## Ohlas
Podle bleskového průzkumu SC&C pro Českou televizi stávku podporuje 51 % Čechů, další čtvrtina by podpořila ještě silnější protest ve formě generální stávky. Na sociální síti Facebook se naopak objevila řada skupin, které vystoupily proti stávce, z nich například skupina Za mě nestávkujete získala během krátké doby více než 24 tisíc členů. Na Facebooku vznikla i iniciativa proti stávce v metru, její účastníci měli v okamžik vyhlášení stávky odmítnout vystoupit z vlaku metra. Mluvčí dopravního podniku ale oznámila, že proti takovým lidem bude kvůli bezpečnosti připravena zasáhnout Městská policie.
Proti odborářům vystoupil i publicista Jiří X. Doležal, který uzamkl řetězem vchod do Domu odborových svazů. Protestoval tak proti ohlášené blokádě dopravy.
Stávku jako politickou odsoudil prezident Václav Klaus. Prohlásil, že by stávkující propustil z práce.
Za stávku a proti postupu vlády k odborům se postavili sociální demokraté, například předseda senátu a bývalý odborářský předák Milan Štěch a opakovaně i předseda strany Bohuslav Sobotka, který dokonce vyzval vládu k demisi proto, že podle něj nezvládá situaci a napětí spíš stupňuje. Za stupňování sociálního konfliktu označil činnost vlády a vyjádření jejích představitelů i prezidenta Klause místopředseda ČSSD Jiří Dienstbier ml..
Štěcha za jeho podporu kritizovali předsedkyně poslanecké sněmovny Miroslava Němcová i jeho předchůdce ve funkci předsedy Senátu Přemysl Sobotka, Němcová mu vytkla, že podporuje „války v ulicích“.
Za stávku se postavili také komunisté. Člen Ústředního výboru KSČM Milan Krajča např. odsoudil „bezprecedentní soudní zákazy stávky, nehorázné zastrašování policií, hanebné vyhrožování propuštěním, zoufalé pokusy o verbování stávkokazů, trapné výkřiky o občanech jako rukojmích odborů, skandální přirovnávání stávkujících k teroristům a snahy o urychlené omezení základních odborářských práv“.
V Britských listech úspěch stávky ocenil Petr Kužvart, který zároveň odborům vytkl, že byly málo radikální. Podle Kužvarta bylo třeba stávku organizovat jako okupační, tj. nepřipustit přístup stávkokazů k pracovním prostředkům. tj. vozidlům. Na protistávkových akcích se podle Kužvarta účastnila jen vulgární a trapná individua, která kdosi navedl či je uplatil, zatímco stávku podporovaly odboráři, opoziční občanské struktury a lid, pochod Prahou byl podle Kužvarta impozantní, vtipný a řeči předáků rozumné a adekvátní situaci.
Podíl viny na stávce vložila na vládu i předsedkyně poslaneckého klubu vládních Věcí veřejných Karolína Peake, která si myslí, že vláda měla s odbory jednat déle a lépe je informovat.
V reakci na stávku vláda uložila ministru spravedlnosti a ministru práce, aby „zahájili intenzivní činnost na přípravě legislativní úpravy práva na stávku“.

## Pokuty a náhrady škod
Veřejní objednatelé dopravy zvažují vymáhání pokut od dopravců či podávání žalob. Moravskoslezský kraj uložil pokutu třem dopravcům (České dráhy, Veolia Transport Morava a ČSAD Havířov) ve výši tři miliony korun. Ústecký kraj pouze neproplatí Českým drahám neujeté kilometry, čímž ušetří asi 1,75 milionu korun. Zlínský kraj a Karlovarský kraj uplatní standardní reklamaci. Plzeňský kraj chce s Českými drahami jednat o výši kompenzace. České dráhy údajně zaslaly kraji dopis, v němž sdělují, že na žádné odškodnění kvůli stávce nárok nevzniká. Jihomoravský hejtman 17. června sdělil, že kraj analyzuje dopady a případné sankce bude projednávat příští týden. Liberecký kraj uvažuje, že bude požadovat kompenzace. Královéhradecký kraj pokutu neudělí, případné vypořádání navrhne v ročním vyúčtování. Olomoucký kraj chce od Českých drah požadovat pokutu. Hlavní město Praha i Středočeský kraj žádné pokuty udělovat nebudou.
České dráhy k 17. 6. 2011 předběžně odhadovaly škodu na 70 milionů Kč, ještě však nezapočítaly vracení jízdného cestujícím, sankce od objednatelů dopravy ani úspory na mzdách a energii.